# Plexurile venoase vertebrale interne

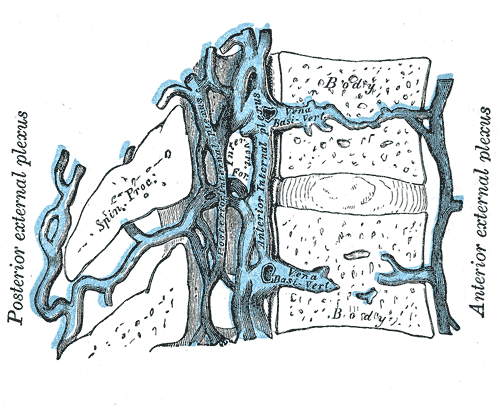
Secțiune sagital-mediană a două vertebre toracice unde este evidențiate plexurile venoase

Plexurile venoase vertebrale interne (sau venele intraspinale) se află în canalul vertebral din spațiul epidural  și primesc afluenți de la oase și din măduva spinării.
Ele formează o rețea mai apropiată decât plexurile externe și, au în principal o direcție verticală, formează patru vene longitudinale, două în față și două în spate; prin urmare, ele pot fi împărțite în grupuri anterioare și posterioare.
- Plexurile venoase vertebrale interne anterioare constau din vene mari care se află pe suprafețele posterioare ale corpurilor vertebrale și fibrocartilagii intervertebrale de ambele părți ale ligamentului longitudinal posterior; sub acoperirea acestui ligament sunt conectate prin ramuri transversale în care se deschid venele bazivertebrale.
- Plexurile venoase vertebrale interne posterioare sunt plasate, una de ambele părți ale liniei medii în fața arcurilor vertebrale și ligamenta flava, și se anastomozează prin vene care trec prin acele ligamente cu plexurile externe posterioare.

Plexurile venoase vertebrale anterioare și posterioare comunică liber între ele printr-o serie de inele venoase (retia venosa vertebrarum), una opusă fiecărei vertebre.
În jurul foramenului magnum formează o rețea complicată care se deschide în venele vertebrale și este conectată deasupra cu sinusul occipital, plexul bazilar, vena emisară condiloidă și rete canalis hypoglossi.